# Берхівка
Бе́рхівка — село Бахмутської міської громади Бахмутського району Донецької області, Україна.

## Історія
За даними 1859 року Верхівка, панське село, над річкою Дальні Ступки, 15 господ, 144 особи.
У лютому 2023 року населений пункт був окупований російськими військами ( ПВК "Вагнер") в ході боїв за Бахмут.

## Населення
За даними перепису 2001 року населення села становило 118 осіб, з них 81,36 % зазначили рідною українську мову, 16,95 % — російську, а 1,69 % — білоруську.